# Давидович, Андрей Сергеевич
Андре́й Серге́евич Давидо́вич (10 января 1968, Краснодар, РСФСР, СССР) — советский и российский футболист, полузащитник.

## Карьера
Футболом начал заниматься в 1978 году в краснодарской СДЮСШОР-5, где его первым тренером был В. И. Шевелёв. Играл за юношеские сборные РСФСР и СССР.
С 1989 по 1990 год выступал за белореченский «Химик», в 53 матчах забил 6 голов. С 1990 по 1991 защищал цвета «Кубани», провёл 35 встреч и забил 7 мячей в первенстве, и ещё 1 матч сыграл в Кубке СССР. Завершал сезон 1991 года в гродненском «Химике», принял участие в одним поединке команды.
С 1992 по 1996 год, с перерывом, выступал за краснодарский «Колос», провёл за это время 121 матч и забил 9 голов. В сезоне 1993/94 сыграл 23 встречи и забил 2 мяча в Высшей лиге Кипра в составе клуба «Неа Саламина». С 1996 по 1997 год играл за «Газовик-Газпром», в 45 поединках отметился одним голом.

## После карьеры
После завершения карьеры профессионального футболиста продолжил играть на любительском уровне, в 2002 году выступал за любительскую команду «Вымпел» (Краснодар), участвует в различных ветеранских турнирах в составе команды ветеранов ФК «Кубань». В 2008 году начал заниматься тренерской деятельностью в команде «Динская» из одноимённой станицы. Затем в том же году стал работать в краснодарской СДЮСШОР-5, где ныне занимается с командами 1996 и 2002 годов рождения.